# Vana-Vigala
Vana-Vigala är en ort i Estland. Den ligger i Vigala kommun och landskapet Raplamaa, i den västra delen av landet, 80 km söder om huvudstaden Tallinn. Vana-Vigala ligger 28 meter över havet och antalet invånare är 572.
Terrängen runt Vana-Vigala är mycket platt. Runt Vana-Vigala är det mycket glesbefolkat, med 6 invånare per kvadratkilometer. Närmaste större samhälle är Märjamaa, 17,4 km nordost om Vana-Vigala. I omgivningarna runt Vana-Vigala växer i huvudsak blandskog.